# Springende Weißzahnspitzmaus

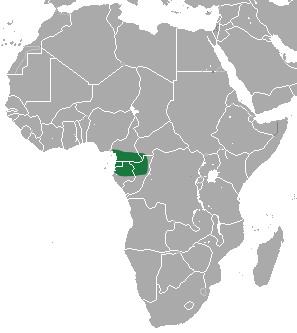
Verbreitungsgebiet der Springenden Weißzahnspitzmaus

Die Springende Weißzahnspitzmaus (Crocidura crenata) ist ein in Zentralafrika verbreitetes Säugetier in der Gattung der Weißzahnspitzmäuse. Der Name bezieht sich auf die langen Hinterfüße und den langen Schwanz, die meist zum Springen genutzt werden. Die Art ist eng mit Crocidura dolichura verwandt.

## Merkmale
Dieser mittelgroße Gattungsvertreter ist ohne Schwanz 62 bis 79 mm lang, die Schwanzlänge liegt bei 72 bis 91 mm und das Gewicht variiert zwischen 7,8 und 9 g. Die Hinterfüße erreichen 15 bis 16 mm Länge und die Ohren sind 7 bis 11 mm lang. Typisch ist dichtes Fell mit etwa 4 mm langen Haaren. Auf der Oberseite sind die Haare an den Wurzeln grau und an den Spitzen rotbraun, was ein rotbraunes bis rostbraunes Aussehen erzeugt. Kennzeichnend für den Kopf sind lange Vibrissen und dunkle Ohren, die aus dem Fell ragen. Die fleischfarbenen Vorder- und Hinterpfoten sind mit fast unsichtbaren ingwer-farbenen Haaren bedeckt. Bei manchen Exemplaren ist der dunkelbraune Schwanz unterseits etwas heller. Die Springende Weißzahnspitzmaus hat eine abgeflachte Hirnschale und weniger robuste Zähne. Im Oberkiefer sind die inneren Schneidezähne leicht hakenförmig. Der dritte obere Molar pro Seite weicht in seine Größe wenig von den anderen Molaren ab. Die Art hat einen diploiden Chromosomensatz mit 48 Chromosomen (2n=48).

## Verbreitung und Lebensweise
Diese Spitzmaus lebt im Süden von Kamerun, in Äquatorialguinea, im nördlichen Gabun, in der nördlichen Republik Kongo und in angrenzenden Gebieten der Zentralafrikanischen Republik. Sie hält sich im Hügelland zwischen 100 und 700 Meter Höhe auf. Als Habitat dienen Wälder und selten sumpfiges Gelände.
Vermutlich dient der lange Schwanz zusätzlich als Stütze beim Klettern im Unterholz. Im unteren Bereich eines Berges besuchten die Individuen nur Fallen auf dem Erdboden.

## Gefährdung
Es liegen keine Bedrohungen vor und die Art kommt in geeigneten Habitaten häufig vor. Die IUCN listet die Springende Weißzahnspitzmaus als nicht gefährdet (least concern).